# 1954–1955-ös magyar labdarúgókupa
Az 1954–1955-ös magyar népköztársasági kupa a sorozat 24. kiírása volt, melyen a Budapesti Vasas csapata 1. alkalommal diadalmaskodott.
A kiírás szerint a selejtezőket 1954 novembere és 1955. február 13. között bonyolították le. Innen megyénként 2-2 (összesen 38), Budapestről 12 csapat jutott a főtáblára. Itt csatlakozott a küzdelmekhez a 14 NB I-es csapat.

## 1. forduló
Döntetlen esetén az idegenben játszó csapat jutott tovább.
- A Hunyai SK  – Szegedi Haladás mérkőzés elmaradt, mert a hazai csapat létszáma a kezdéskor nem volt elegendő.
- A Hazai Pamutszövő – Szolnoki Kinizsi elmaradt, a Nyírádi Bányász – Ercsi Kinizsi 4 – 2 eredményét törölték, mert a Szolnok és a Nyírád nem rendelkezett érvényes sportorvosi engedélyekkel.
- Pécsi Lokomotív – Dombóvári Lokomotív 6 – 3 eredményét törölték, mert a Pécs két engedély nélküli játékost szerepeltetett.[2]

| 1. csapat                   | Eredmény | 2. csapat                 |
| --------------------------- | -------- | ------------------------- |
| 1955. február 12.           |          |                           |
| I. sz. Autójavító           | 0 – 1    | Kecskeméti Honvéd         |
| 1955. február 13.           |          |                           |
| Bp. Honvéd                  | 11 – 2   | Nagybátonyi Bányász       |
| Miskolci Lokomotív          | 3 – 1    | Vörös Lobogó Dunacipőgyár |
| Salgótarjáni Vasas          | 2 – 3    | Bp. Lokomotív             |
| Diósgyőri Vasas             | 10 – 0   | Gyöngyösi Bányász         |
| Egri Petőfi                 | 1 – 3    | Salgótarjáni BTC          |
| Debreceni Honvéd            | 0 – 0    | Nyíregyházi Építők        |
| Tiszalöki Építők            | 1 – 2    | Somsályi Bányász          |
| Vasas Izzó                  | 4 – 2    | Csepel Autó               |
| Csepeli Vasas               | 23 – 0   | Berettyóújfalusi VM       |
| Hunyai SK                   |          | Szegedi Haladás           |
| Mezőtúri Traktor            | 3 – 2    | Gyulai Traktor            |
| Hazai Pamutszövő            |          | Szolnoki Kinizsi          |
| Szegedi Dózsa               | 1 – 2    | Légierő                   |
| Soltvadkert                 | 1 – 2    | Petőfi VTSK               |
| Bp. Dózsa                   | 10 – 1   | Sortex                    |
| Bp. Kinizsi                 | 11 – 0   | Vasas Turbó               |
| Vasas Kaliber               | 1 – 4    | Gödöllői Dózsa            |
| Polgárdi Honvéd             | 1 – 1    | Józsefvárosi Szállítók    |
| Mosoni Vasas                | 1 – 8    | Szombathelyi Lokomotív    |
| Veszprémi Haladás           | 2 – 7    | Bp. Vasas                 |
| Pécsi Lokomotív             |          | Dombóvári Lokomotív       |
| Komlói Bányász              | 4 – 2    | Somogyi Kinizsi           |
| Tolnai Vörös Lobogó         | 3 – 6    | Pécsi Dózsa               |
| Nyírádi Bányász             |          | Ercsi Kinizsi             |
| Celdömölki Lokomotív        | 2 – 9    | Győri Vasas               |
| Szőnyi Szikra               | 0 – 12   | Dorogi Bányász            |
| Szentgotthárdi Vörös Lobogó | 10 – 2   | Hegyeshalmi Lokomotív     |
| Tatabányai Bányász          | 19 – 0   | Vasas Gamma               |
| Vízművek                    | 2 – 2    | Bázakerettyei Bányász     |
| Nagykanizsai Bányász        | 4 – 0    | Kaposvári Dózsa           |
| Csepeli Szikra              | 0 – 16   | Bp. Vörös Lobogó          |

## 2. forduló
| 1. csapat              | Eredmény | 2. csapat                   |
| ---------------------- | -------- | --------------------------- |
| 1955. február 20.      |          |                             |
| Miskolci Lokomotív     | 2 – 5    | Bp. Honvéd                  |
| Bp. Lokomotív          | 0 – 5    | Diósgyőri Vasas             |
| Nyíregyházi Építők     | 3 – 2    | Vasas Izzó                  |
| Somsályi Bányász       | 2 – 6    | Salgótarjáni BTC            |
| Szegedi Haladás        | 2 – 2    | Csepeli Vasas               |
| Mezőtúri Traktor       | 6 – 1    | Hazai Pamutszövő            |
| Légierő                | 3 – 0    | Petőfi VTSK                 |
| Gödöllői Dózsa         | 2 – 8    | Bp. Kinizsi                 |
| Szombathelyi Lokomotív | 9 – 0    | Szentgotthárdi Vörös Lobogó |
| Bp. Vasas              | 20 – 0   | Dombóvári Lokomotív         |
| Pécsi Dózsa            | 5 – 0    | Komlói Bányász              |
| Győri Vasas            | 9 – 0    | Ercsi Kinizsi               |
| Dorogi Bányász         | 3 – 1    | Józsefvárosi Szállítók      |
| Tatabányai Bányász     | 3 – 0    | Bázakerettyei Bányász       |
| Bp. Vörös Lobogó       | 4 – 0    | Nagykanizsai Bányász        |
| Kecskeméti Honvéd      | 0 – 5    | Bp. Dózsa                   |

## 3. forduló
| 1. csapat            | Eredmény | 2. csapat             |
| -------------------- | -------- | --------------------- |
| 1955. április 10.    |          |                       |
| Salgótarjáni Bányász | 4 – 1    | Nyíregyházi Építők    |
| Dorogi Bányász       | 3 – 1    | Győri Vasas           |
| Tatabányai Bányász   | 1 – 4    | Bp. Vörös Lobogó      |
| Bp. Vasas            | 2 – 0    | Pécsi Dózsa           |
| Bp. Dózsa            | 1 – 2    | Légierő               |
| 1955. május 8.       |          |                       |
| Mezőtúri Traktor     | 1 – 3    | Csepeli Vasas         |
| 1955. május 26.      |          |                       |
| Bp. Kinizsi          | 2 – 4    | Szombathelyi Törekvés |
| 1955. június 22.     |          |                       |
| Bp. Honvéd           | 3 – 1    | Diósgyőri Vasas       |

## Negyeddöntő
| 1. csapat           | Eredmény | 2. csapat             |
| ------------------- | -------- | --------------------- |
| 1955. június 22.    |          |                       |
| Csepeli Vasas       | 2 – 2    | Légierő               |
| Bp. Vörös Lobogó    | 5 – 0    | Dorogi Bányász        |
| 1955. július 30.    |          |                       |
| Bp. Vasas           | 7 – 1    | Szombathelyi Törekvés |
| 1955. augusztus 13. |          |                       |
| Bp. Honvéd          | 9 – 2    | Salgótarjáni Bányász  |

## Elődöntő
| 1955. augusztus 13. 18:00 |

| Bp. Vörös Lobogó       | 2 – 5   | Bp. Vasas                                 |
| ---------------------- | ------- | ----------------------------------------- |
| Kárász 14' Palotás 71' | (1 – 2) | Teleki 5' 19' Csordás 58' 63' 68' (11-es) |

| Hungária körút, Budapest Nézőszám: 12 000 Játékvezető: Rozsnyai |

| 1955. augusztus 17. 17:30 |

| Légierő                        | 2–3   | Bp. Honvéd                        |
| ------------------------------ | ----- | --------------------------------- |
| Csanádi 45' (11-es) Dombai 56' | (1–0) | Machos 58' 67' Puskás 75' (11-es) |

| Szolnok Nézőszám: 6000 Játékvezető: Angyal |

## Döntő
| 1955. augusztus 20. 17:00 |

| Budapesti Vasas                   | 3–2                         | Budapesti Honvéd     |
| --------------------------------- | --------------------------- | -------------------- |
| Teleki 8' Raduly 29' Bundzsák 74' | (2–1) Jegyzőkönyv Részletek | Kocsis 23' Budai 77' |

| Népstadion, Budapest Nézőszám: 40 000 Játékvezető: Kamarás Árpád (magyar) |

A kupában szerepelt Bp. Vasas játékosok: Kovalik Ferenc, Kamarás Mihály – Berendy Pál, Bodzsár Sándor, Bundzsák Dezső, Csordás Lajos, Farkas Jenő, Illovszky Rudolf, Karácsonyi György, Kontha Károly, Matus Nándor, Milosevics László, Raduly József, Sárosi László, Szilágyi Gyula, Szilágyi János, Teleki Gyula

## Külső hivatkozások
- 1954–1955-ös magyar labdarúgókupa. magyarfutball.hu
- 1954–1955-ös magyar labdarúgókupa a Nemzeti Labdarúgó Archívum honlapján. nela.hu. [2018. január 18-i dátummal az eredetiből archiválva]. (Hozzáférés: 2018. április 21.)